# Convento e Igreja de Nossa Senhora da Soledade
O Convento e Igreja de Nossa Senhora da Soledade está localizado no município de Goiana, Pernambuco. Com um estilo marcado pela transição do barroco para o maneirismo (que se faz notável pelas alas que se estendem transversalmente à nave central, conservando-se em suas aberturas as tulicas do mourisco), o convento e a igreja foram originalmente construídos em 1753.

## História
As origens da Igreja remontam o ano de 1752, quando o ermitão João da Soledade e o senhor Alexandre de Souza iniciam a construção sobre as terras do Engenho Boa Vista, de propriedade do capitão-mor José Camelo Pessoa, que doou a Igreja o terreno para o templo e mais 20 braças, terminando a obra possivelmente em 1753.
No ano de 1850, Frei Caetano, um missionário capuchinho, reconstruiu o convento. Sua fachada é composta por três portas, sendo uma nave e duas dos corredores laterais para o acesso do convento. No seu interior há altares com nichos e santos. Possui como raridade uma roda de coletar esmola que servia na época para receber crianças órfãs e rejeitadas.
O convento possui uma obra arquitetônica original com uma bela feitura e perspectiva, principalmente pela excelente posição topográfica do edifício, com sua planta em forma de "T". Há ainda três imagens brasileiras de madeira do século XVII. Anexo à igreja funciona o Abrigo São José para idosos, fundado em 1966 pelo Frei Tarcísio de Arruda Fontes.
É considerada patrimônio nacional pelo IPHAN desde 1938.